# Guðrúnarhvöt

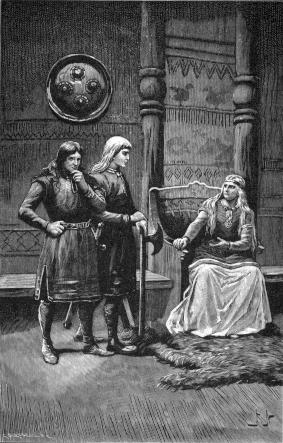
Illustration du poème.

Le Gudrúnarhvöt ou Exhortation de Gudrún est un poème héroïque de l'Edda poétique. Il est composé d'une introduction en prose et de vingt-et-une strophes en fornyrdislag.

## Récit
Après avoir tué Atli, Gudrún prit la mer. Elle voulait se noyer mais ne le put. Finalement, elle dériva jusqu'au pays du roi Jónakr, qui l'épousa. Ils eurent trois fils : Sörli, Erp et Hamdir. Était élevée avec eux Svanhildr, la fille que Gudrún avait eu de Sigurd. Svanhild fut donnée en mariage au roi Jörmunrekk. Mais un conseiller, Bikki, avait suggéré à Randvér, fils de Jörmunrekk, de l'épouser. Il le révéla au roi, qui fit pendre son fils et piétiner Svanhild par des chevaux.
Apprenant cela, Gudrún exhorte ses fils Hamdir et Sörli à venger la mort de leur sœur, faisant valoir que c'est ce qu'ils feraient s'ils avaient le courage de Gunnar et de Högni. Hamdir lui rappelle qu'ils ont provoqué la mort de Sigurd, et qu'elle a tué deux de ses enfants pour venger la mort de ses frères. Il accepte pourtant de partir au combat. En riant, Gudrún prépare l'équipement de ses fils. Au moment de partir, Hamdir prédit qu'ils ne reviendront pas.
Restée seule, Gudrún pleure en racontant ses malheurs : la mort de Sigurd, tué par ses frères, son mariage avec Atli. Elle rappelle aussi le meurtre des enfants qu'elle eut d'Atli et comment, en mer, elle ne put trouver la mort. Elle se désole ensuite de la mort de Svanhild. Elle évoque de nouveau la mort de Sigurd ; celle de Gunnar dans la fosse aux serpents ; le cœur de Högni arraché vif de sa poitrine. Enfin, elle s'adresse à Sigurd, et demande que son bûcher soit construit.

## Source
- L’Edda poétique [détail des éditions]